# Nokia 2720 Flip
El Nokia 2720 Flip es un teléfono plegable de la marca Nokia desarrollado por HMD Global. El 2720 Flip fue creado como una versión actualizada del Nokia 2720 Fold, que debutó en 2009. Se presentó en IFA 2019 junto con el Nokia 110 (2019), Nokia 800 Tough, Nokia 6.2 y Nokia 7.2. Ejecuta el sistema operativo KaiOS, un sistema operativo web basado en B2G OS.

## Consumidores
Según un artículo de 2019 de The Verge, «Si estás pensando seriamente en comprar un teléfono con funciones como el Nokia 2720 Flip en 2019, entonces es probable que seas uno de estos tres tipos de personas. O vives o trabajas en el mundo en desarrollo, donde los teléfonos inteligentes a veces no son una opción práctica, eres el tipo de persona que prospera con la nostalgia de una época más simple, o bien estás tratando de hacer una «desintoxicación digital» y disminuir la cantidad de tiempo que pierdes mirando pantallas todos los días». Esto coincide con la tendencia general de considerar los teléfonos plegables modernos como una alternativa menos dañina que los teléfonos inteligentes.

## Software
El Nokia 2720 Flip funciona con el sistema operativo web basado en KaiOS. Ejecuta muchas más aplicaciones modernas, incluidas, entre otras, WhatsApp, Facebook, asistente de Google y YouTube.

## Recepción
En febrero de 2020, el Nokia 2720 Flip recibió un premio iF Design Award 2020 otorgado por iF International Forum Design.